# 成田国際空港周辺整備のための国の財政上の特別措置に関する法律
成田国際空港周辺整備のための国の財政上の特別措置に関する法律（なりたこくさいくうこうしゅうへんせいびのためのくにのざいせいじょうのとくべつそちにかんするほうりつ、昭和45年3月28日法律第7号）は、成田国際空港の周辺地域における公共施設その他の施設の計画的な整備を行うことを促進するために必要な国の財政上の特別措置（補助率のかさ上げ）について規定する日本の法律。略称は成田財特法、財特法。
制定当時の題名は「新東京国際空港周辺整備のための国の財政上の特別措置に関する法律」であり、新東京国際空港公団の民営化に伴い空港の正式名称が「新東京国際空港」から「成田国際空港」に改称した際に合わせて題名が現行のものに改正された。

## 概要
新東京国際空港（現 成田国際空港）を建設する際、空港の周辺地域における公共施設その他の施設の計画的な整備を行うことを目的としている。施行時の名称は「新東京国際空港周辺整備のための国の財政上の特別措置に関する法律」。本法律に基づき「成田国際空港周辺地域整備計画」（昭和45年）が立てられ、公共工事等が行われている。
道路、河川、生活環境施設 、教育施設 、消防施設、農地及び農業用施設、その他の事業の区分が対象である。施設の種類ごとに補助率や事業主体が別表に規定されている。
施行時、この法律による財政援助の期間は1978年（昭和53年）度までとされていたが、延長が繰り返されて今日に至っている。直近では2019年に有効期限が10年延長された結果、2028年（令和10年）度末（2029年3月31日）までとされている。
この法律に基づき投資された事業費は、2018年（平成30年）度までで約5,627億円に及ぶ。

## 対象設備
整備の対象となったのは以下の設備である。
道路
- 首都高速7号小松川線
- 京葉道路
- 東関東自動車道
- 東京湾岸道路
- 成田国際空港線
- 国道51号
- 国道295号
- 千葉県道106号八日市場佐倉線

河川
- 根木名川
- 荒海川
- 小橋川
- 取香川

生活環境施設
- 上水道
- 下水道
  - 印旛沼流域下水道
- 公園・緑地
- ごみ焼却場

教育施設
- 小学校
- 中学校
- 給食施設
- 高等学校
- 公民館
- 航空機騒音障害防止のための施設

消防施設
農地および農業用施設
- 代替地造成事業
- 成田用水事業
- 根木名川土地改良事業
- 農業集落排水事業

その他の施設
- 鉄道
  - 総武本線（日本国有鉄道、のち東日本旅客鉄道）
    - 東京・千葉間 複々線化

  - 東西線（帝都高速度交通営団、のち東京地下鉄）
    - 東陽町・西船橋間

  - 芝山鉄道線（芝山鉄道）
- 職業訓練
  - 成田総合高等職業訓練校
  - 芝山高等技術専門校（2005年3月31日廃止）
- 保育所
- 警察
  - 新東京国際空港警察署（現・成田国際空港警察署）ほか
- 宅地造成事業
  - 成田ニュータウン

## 法律の構成
- 第一条 - 趣旨
- 第二条 - 空港周辺地域整備計画の決定等
- 第三条 - 国の負担又は補助の割合の特例等
- 第四条 - 財政上及び金融上の援助
- 第五条 - 政令への委任
- 附則
- 別表 - 第三条関係

## 法律制定
当初、成田だけを特別扱いすることについて大蔵省が難色を示したが、佐藤栄作首相の指示により法案作りが始まった。
当方案は1969年の国会に提出され、衆議院でも可決されているが、大学の運営に関する臨時措置法強行採決のあおりを受けて廃案となった。翌1970年に再提出されて成立の運びとなった。